# Suscinio

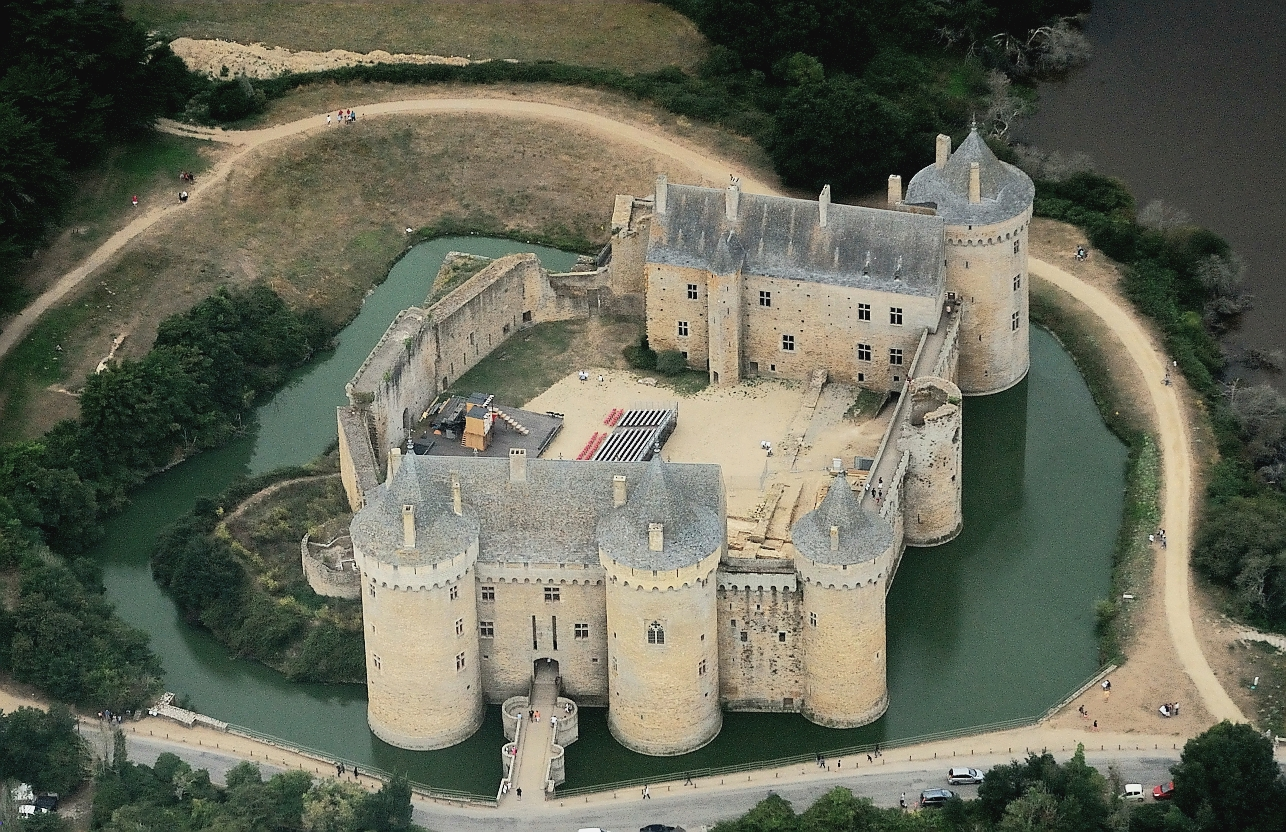
Suscinio légifelvételen, keletről

Suscinio várkastélyát a 13. század elején kezdték építeni Bretagne hercegei a félsziget déli, erdős részén, a mai Sarzeau község (Morbihan megye) területén, a Rhuys-félszigeten, a tengerpart közelében. A várkastély Bretagne uralkodói rezidenciáinak egyike volt évszázadokon keresztül. Bretagne Franciaországhoz csatolása után elvesztette jelentőségét, állapota fokozatosan romlott. 1840-ben Prosper Mérimée kezdeményezésére védett műemlékké nyilvánították és idővel hozzáláttak felújításához.

## Története
Az első udvarházat I. Péter bretagne-i herceg idején építették az akkori erdőségek közepén, valószínűleg vadászkastély gyanánt, az uralkodó székhely, Vannes közelében. Első írásos említése 1218-ból, I. Péter herceg egyik leveléből származik.
A bretagne-i herceg és családja rendszeresen látogatta a kastélyt 1240 és 1250 között, de később látogatásaik megritkultak. Az építkezés, a bővítési munkák azonban folytatódtak. I. János bretagne-i hercegnek tulajdonítják a nagy északi fal és a nyugati négyszögletes torony építését. Az építkezések elsősorban védelmi jellegűek voltak. Az északi falazat ma is áll, előtte a mai udvaron további épületek voltak, amiknek a helyén a 2010-es években jelentős régészeti munkák folytak. 
1286-ban II. János bretagne-i herceg folytatta nagyapja és apja munkáját a kastély építésében. Ő építtette az északkeleti sarok tornyát. A kastély így korának, a 13. századnak megfelelő védelmi építménnyé vált. A kastély biztonsága lehetővé tette, hogy itt helyezzék el a hercegi család irattárát és kincstárát. Emellett megtartotta vadászkastély jellegét is, a környező parkok és erdők kellemes tartózkodást biztosítottak az arisztokraták számára. Az épület mintegy száz fő számára elhelyezésére biztosított lehetőséget a herceg ott-tartózkodása idejére, és reprezentációs célokra is alkalmas volt.
A 14. században Bretagne uralmáért a hercegi családban örökösödési háború robbant ki az angolok illetve a franciák által támogatott felek között. Susciniot a csatározások közvetlenül nem érintették, de a háború hatására további jelentős védelmi jellegű építkezéseket végeztek itt is, és ezután a korábbi udvarház megnevezés helyett már kastély néven említették a források.
IV. és V. János bretagne-i hercegek idején is nagyszabású munkálatok folytak a várkastélyban. A védelmi berendezések erősítése, korszerűsítése mellett bővítették, gazdagították azokat a részeket is, amelyek alkalmasak voltak a hercegek hatalmának bemutatására és biztosították a kastély lakóinak fényűző életét. Az épületegyüttes megjelenése egyre inkább hasonlóvá lett ahhoz, ami ma is a látogató elé tárul.
1458-ban II. Ferenc bretagne-i herceg került hatalomra. Ő a nantes-i várkastélyt részesítette előnyben, ott végeztetett nagyszabású építkezéseket. Őt a lánya, I. Anna breton hercegnő követte a breton uralkodók sorában, akinek magyarországi rokoni kapcsolatai is voltak. Ezután a kastélyt a francia király IV. Jánosnak, Orange hercegének adományozta, aki többször is megfordult a kastélyban. A herceg halála után Anna breton hercegnő, aki ekkor XII. Lajos francia király felesége volt, visszaszerezte Susciniót. 1505-ből ismeretes egy jól dokumentált látogatása a kastélyban, aminek alkalmából jelentős javításokat, bútorvásárlásokat végeztek.
Anna királyné halála után a kastély I. Ferenc francia király egyik szeretőjének birtoka lett, majd Diane de Poitiers, II. Henrik francia király szeretője kapta meg. Ő hamarosan továbbadta lányának, annak házassága alkalmából. Ez a család a vár kapitányságát Guillaume de Montignyra bízta. 1562-ben IX. Károly francia király visszavásárolta a várkastélyt és maga vette használatba; többször ellátogatott oda anyjával, Medici Katalinnal.
A 16. század második felének belpolitikai viharaiban a várkastély többször gazdát cserélt, de végül a korábbi várkapitány családja, a Montignyak birtokában maradt, viszont a környező, a Rhuys-félsziget többi területére kiterjedő birtok egy másik családé lett. A kastély és az uradalom szétválasztása megnehezítette az épületegyüttes fenntartását. 1599-ben egy nagy vihar súlyosan megrongálta a tetőzetet és a kéményeket. A károkat látva IV. Henrik király éves járadékot biztosított a várkastély fenntartására, mivel a mindenkori uralkodók továbbra is szívükön viselték Suscinio sorsát. 
A 17. század második felében előtérbe kerültek Franciaországban a tengeri kereskedelem ügyei. „Suscinio kapitánya” helyett „a kastély és Rhuys kikötőinek kormányzója” megnevezés került használatba. Richelieu a kastélyban egy kereskedelmi társaság székhelyét kívánta elhelyezni, de erre nem került sor. 1641-ben unokatestvérét, Jérôme du Camboult-t nevezte ki Suscinio kormányzójának és egy katonai egységet is beszállásoltak oda 1644-ben. Mindez erősen megváltoztatta a kastély jellegét és hozzájárult a romlásához. 
A 18. század elején Conti hercegnője kapta meg a kastélyt és megszerezte és környező uradalom jogait is, de annak igazgatását felügyelőire bízta. A fennmaradt iratokból kitűnik a várkastély folytatódó romlása, helyiségeiben terményeket tároltak, területére egyszerű emberek költöztek be. A várkastély katonai jelentősége még nem szűnt meg teljesen, az angol támadás veszélye továbbra is fennállt, ezért az alapvető karbantartást folyamatosan elvégezték. 
A francia forradalom idején a kastélyt nemzeti tulajdonná nyilvánították, majd 1798-ban eladták Pascal Lange kereskedőnek ötezer frankért. A faszerkezet és a faragott kövek egy részét kibontották és eladták. 1852-ben Jules de Francheville vicomte vásárolta meg, akinek a családja igyekezett megóvni az épületegyüttes értékeit. Végül 1965-ben Morbihan  megye tanácsa vásárolta meg Suscinio kastélyát és hozzáláttak a restaurálásához. 

### A várkastély a 19. században, a helyreállítás előtt

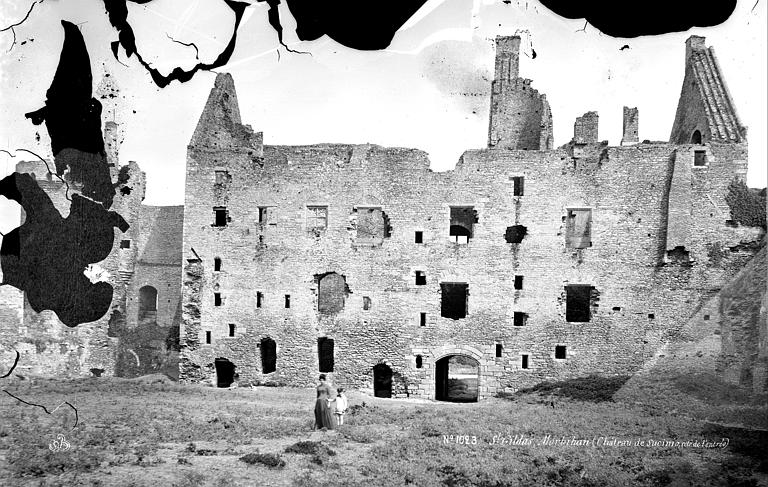
A főépület udvar felőli homlokzata 1893 előtt
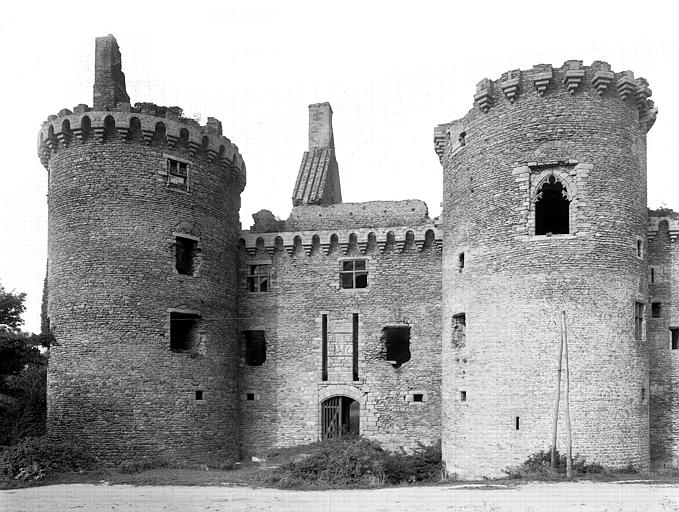
A főbejárat
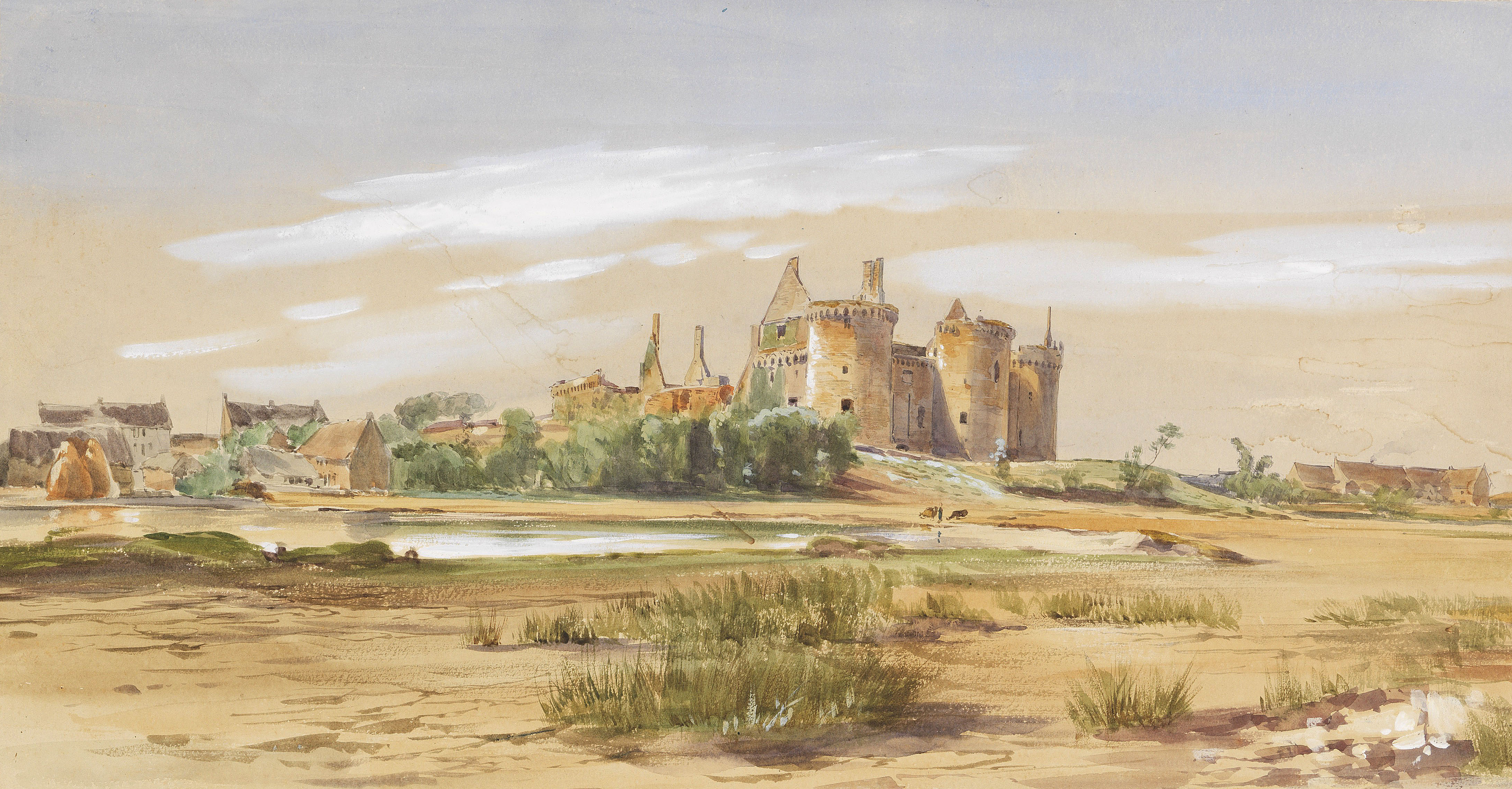
Gustave Joseph Noël akvarellje

## Építmények

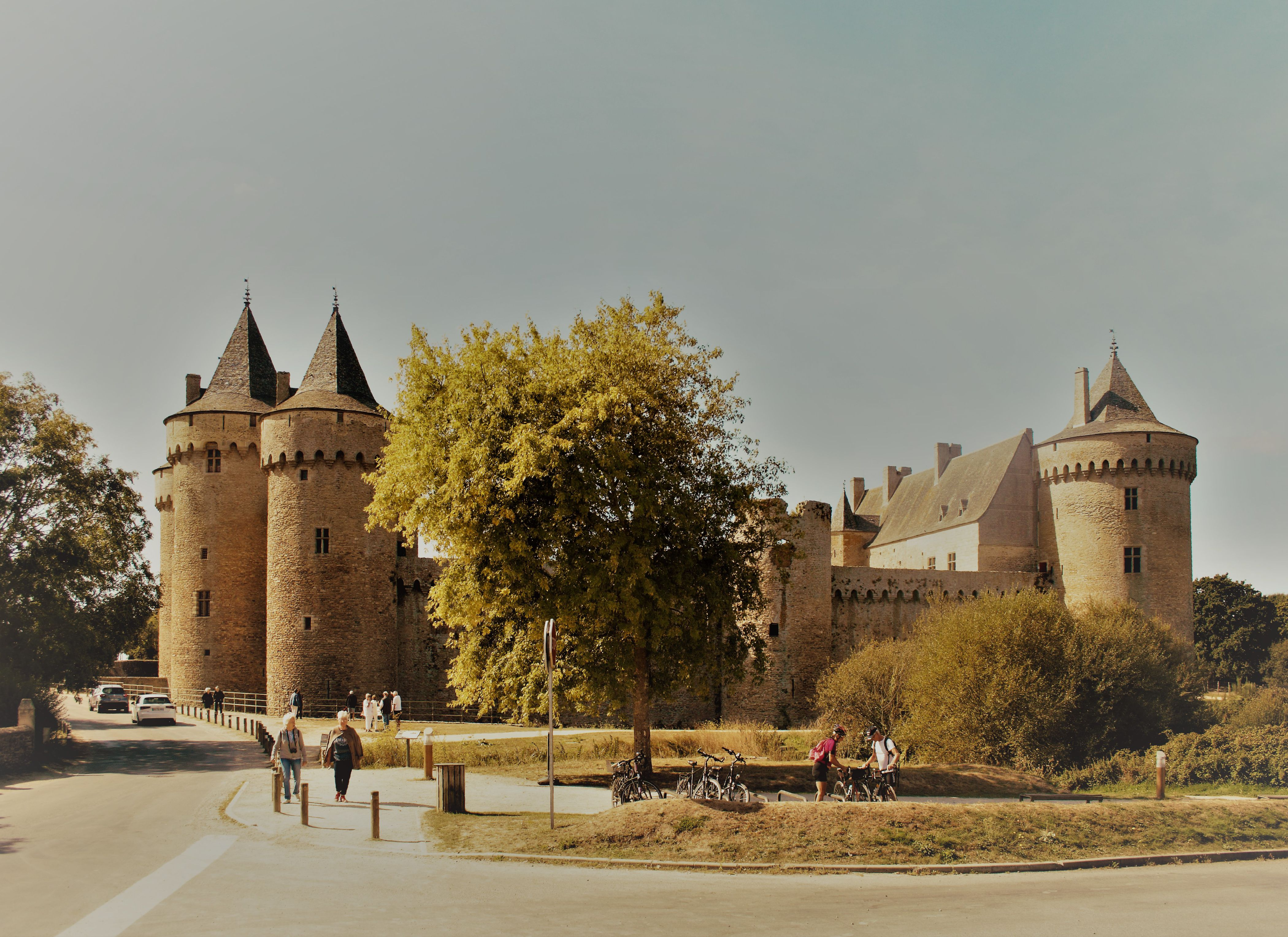
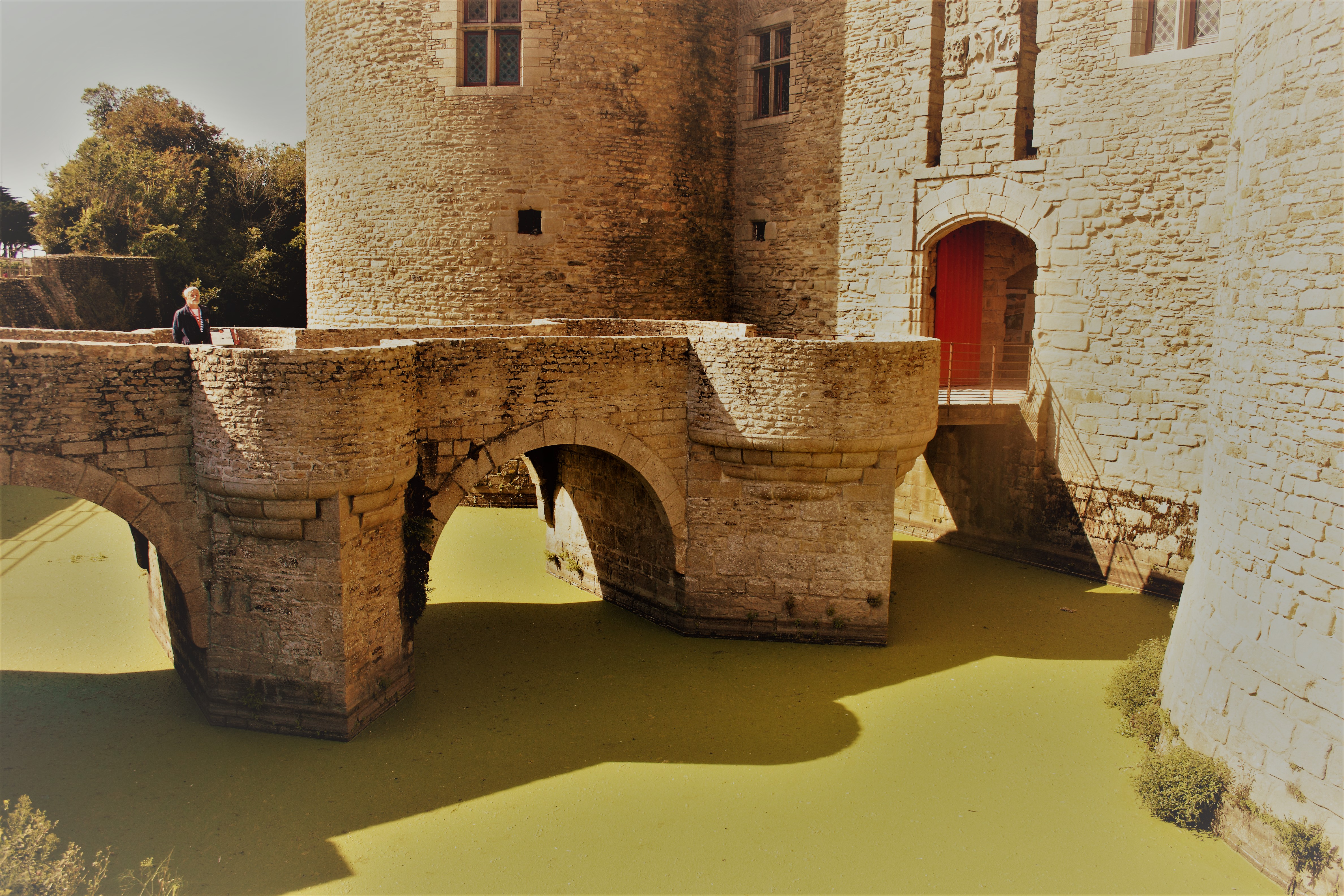
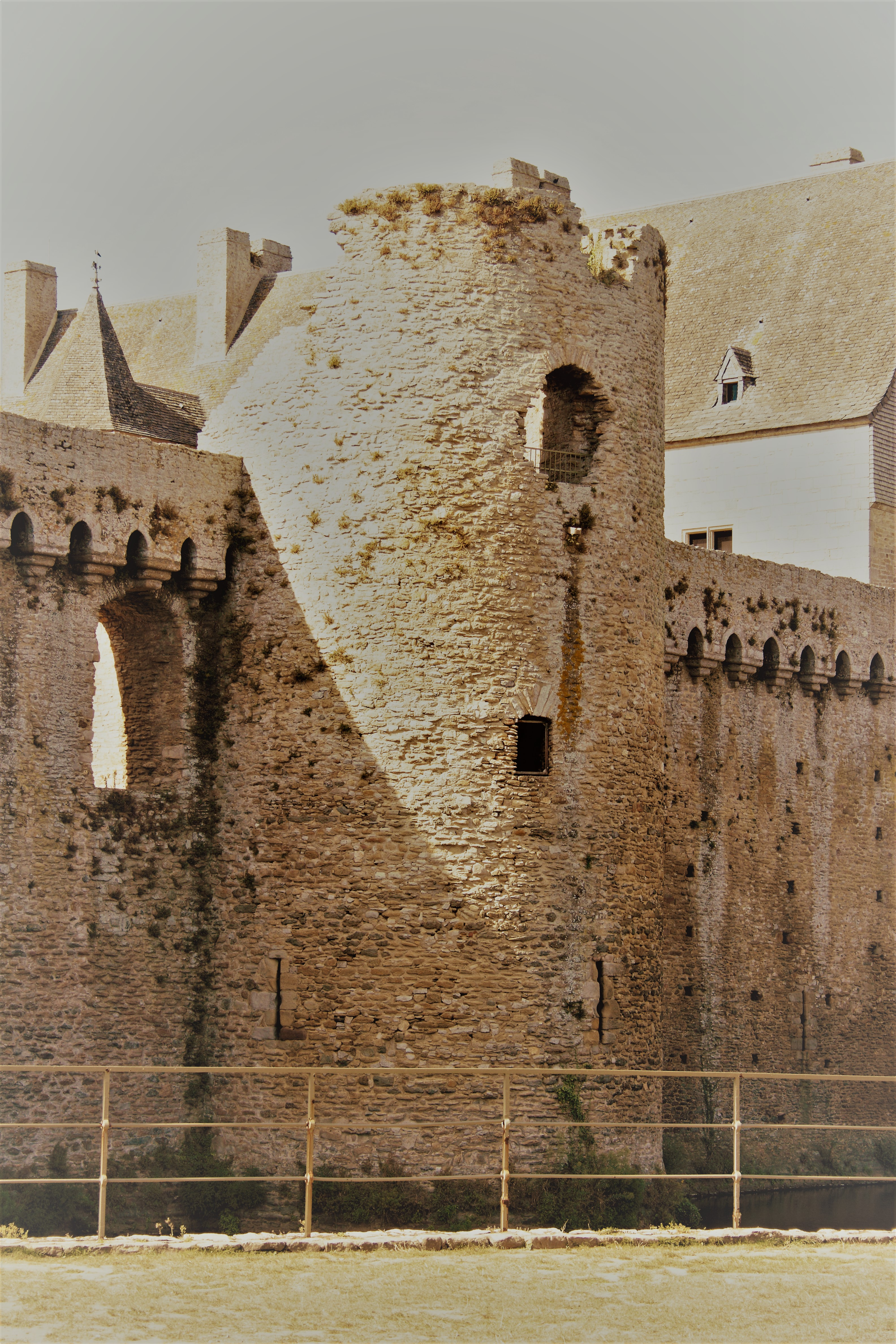

## Gyűjtemények

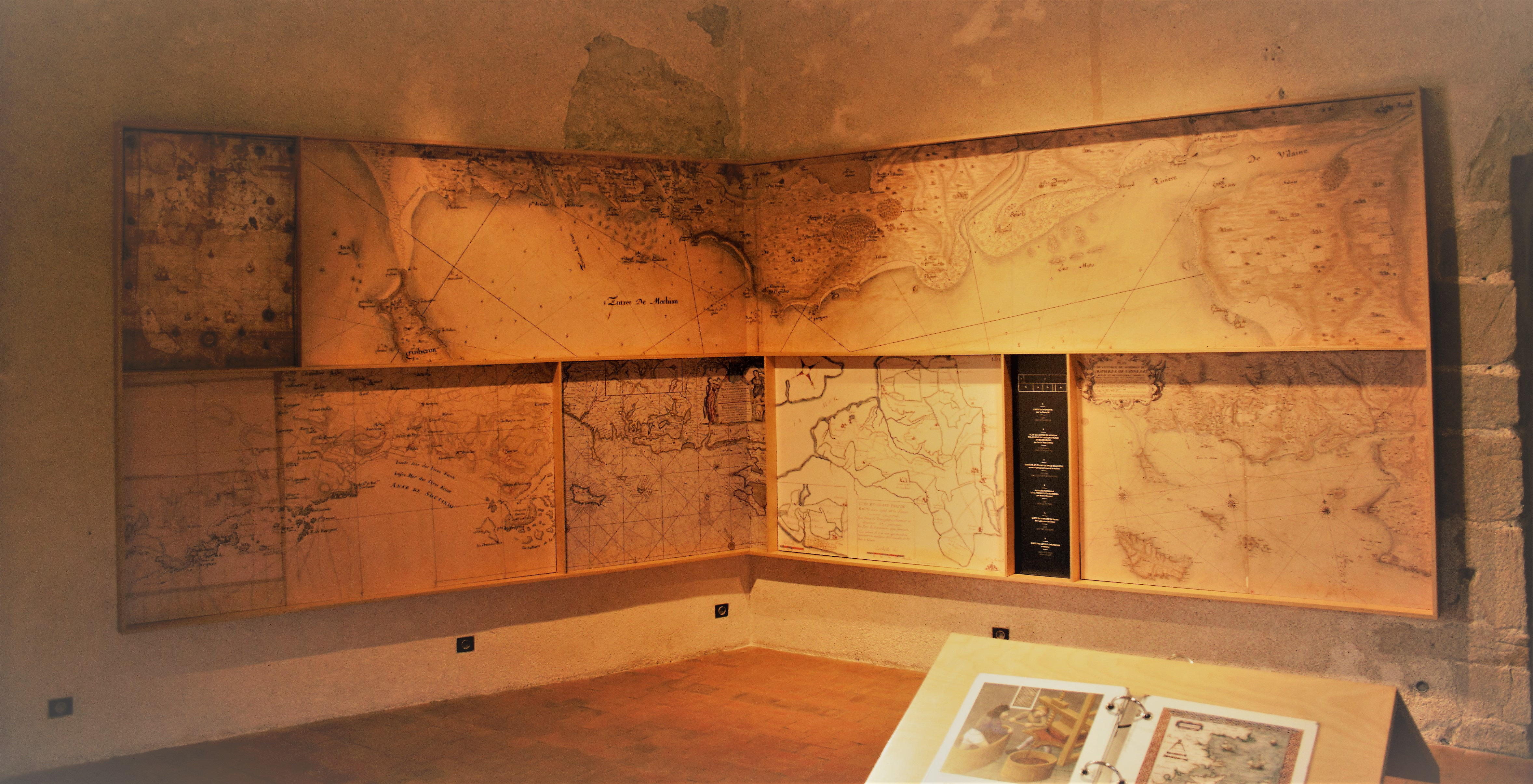
A környéket ábrázoló régi térképek
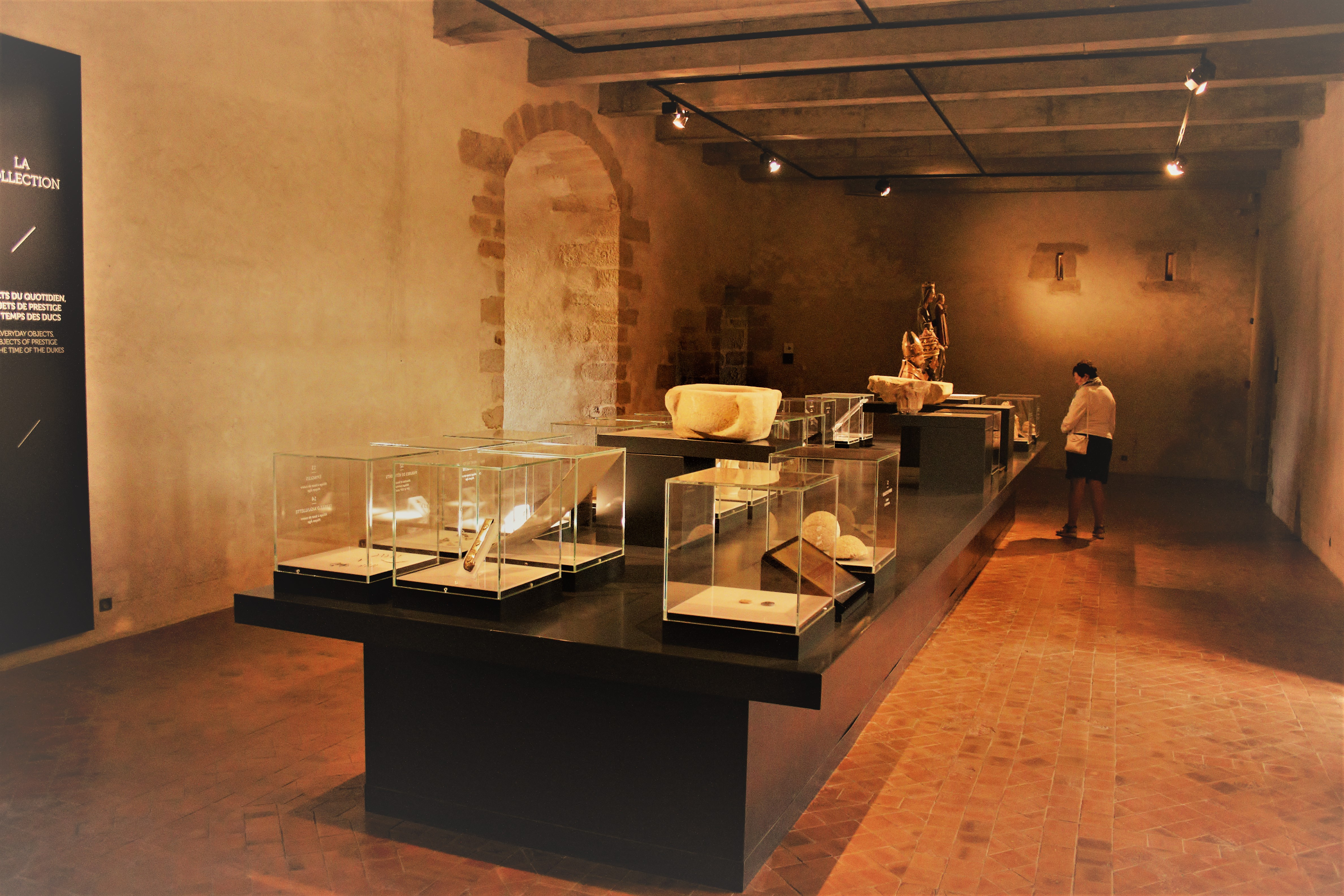
Leletek a várban folytatott feltárásokból
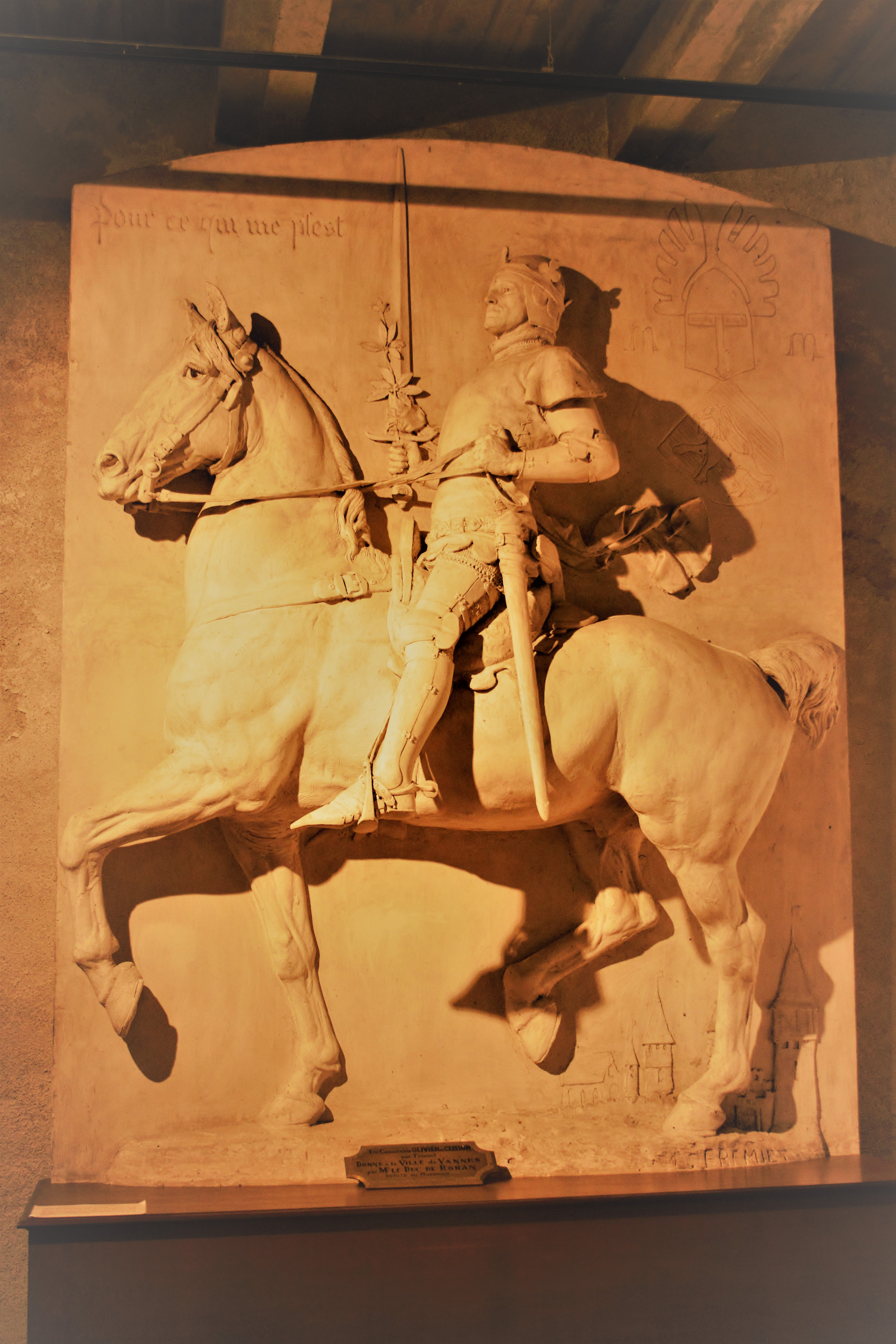
Olivier de Clisson, a 14. századi francia királyi seregek fővezére, Emmanuel Frémiet domborművén

## Fordítás
Ez a szócikk részben vagy egészben  a   Château de Suscinio című francia Wikipédia-szócikk ezen változatának fordításán alapul.  Az eredeti cikk szerkesztőit annak laptörténete sorolja fel. Ez a jelzés csupán a megfogalmazás eredetét és a szerzői jogokat jelzi, nem szolgál a cikkben szereplő információk forrásmegjelöléseként.